# Ère Tenpyō-shōhō
L'ère Tenpyō-shōhō (天平勝宝) est une des ères du Japon (年号,, nengō,, lit. « nom de l'année ») après l'ère Tenpyō-kanpō et avant l'ère Tenpyō-hōji. Cette période couvre les années allant du mois de juillet 749 au mois d'août 757. L'impératrice régnante est Kōken (孝謙天皇).

## Changement de l'ère
- 749 Tenpyō-shōhō gannen (天平勝宝元年?): Le nom de la nouvelle ère, Tenpyō-shōhō (« Paix céleste et trésor victorieux »)[3] est créé pour marquer l'accession au trône de l'impératrice Kōken. Peu de temps après la proclamation de l'ère Tenpyō-kanpō, Shōmu renon ce au trône, devenant ainsi le premier empereur pour prendre la tonsure de moine bouddhiste[4]. Le règne de Shōmu et l'ère Tenpyō-kanpō se terminent simultanément au début d'une nouvelle époque de la vie de Shōmu. L'ère précédente se termine après seulement quatre mois et la nouvelle commence en Tenpyō-kanpō 1, le 2e jour du 7e mois de 749[5].

## Événements de l'ère Tenpyō-shōhō
- 749 (Tenpyō-shōhō 1): L'empereur Shōmu abdique et sa fille reçoit la succession (senso). Peu après, l'impératrice Kōken accède formellement au trône(sokui)[6].
- 749 (Tenpyō-shōhō 1) : Intronisation de l'impératrice Kōken; l'ère Tenpyō-kanpō gannen est remplacée par une nouvelle ère[5].
- 752 (Tenpyō-shōhō 4, 4e mois) : La cérémonie d'ouverture des yeux pour célébrer l'achèvement du Grand Bouddha a lieu au temple bouddhiste Tōdai-ji à Nara[7]
- 757 (Tenpyō-shōhō 9) : Kōken désigne le prince Oi, comme prince héritier. Devenant, l'année suivante, l'empereur Junnin.